# Dead by Sunrise
Dead by Sunrise byl vedlejší projekt zpěváka Chestera Benningtona z kapely Linkin Park. Do kapely dále patřili Amir Derakh, Ryan Shuck, Frank Zummo a Anthony Valcic ze skupiny Julien-K.
Formování skupiny započalo již v roce 2005, kdy Chester Bennington psal písně pro Minutes to Midnight. Zpěvák to okomentoval tím, že se mu podařilo napsat několik krásných songů, ovšem byl si vědom jejich stylové odlišnosti od hudebního stylu Linkin Park a tak se rozhodl pro založení Dead by Sunrise. Bennington byl však natolik vytížen psaním Minutes to Midnight a následným koncertováním, že CD od kapely nemohlo být realizováno dříve než v roce 2009.
Out of Ashes je název prvního studiového alba od této skupiny. Album se umístilo na 29. místě v Billboard 200 a z desky pochází dva singly pojmenované „Crawl Back In“ a „Let Down“ (obě písně mají oficiální videa).

## Členové kapely
- Chester Bennington – vedoucí zpěv (2005–2012, zemřel 2017)
- Amir Derakh – sólová kytara (2005–2017)
- Ryan Shuck – rytmická kytara, vokály v pozadí (2005–2017)
- Anthony „Fu“ Valcic – basová kytara, klávesy, syntezátory (2009–2012)
- Frank Zummo – bicí (2012)

- Elias Andra – bicí (2009–2011)
- Brandon Belsky – basová kytara (2009–2012)

## Diskografie

### Studiová alba
- Out of Ashes (13. říjen, 2009) #29 US Billboard 200

### Singly
| Rok  | Název         | Hitparáda umístění   | Hitparáda umístění | Hitparáda umístění | Album        |
| Rok  | Název         | U.S. Mainstream Rock | U.S. Alt.          | U.S. Rock Songs    | Album        |
| ---- | ------------- | -------------------- | ------------------ | ------------------ | ------------ |
| 2009 | Crawl Back In | 11                   | 22                 | 22                 | Out of Ashes |
| 2009 | Let Down      | —                    | —                  | —                  | Out of Ashes |